# Topola czarna na warszawskich Bielanach
Topola czarna na warszawskich Bielanach, tzw. Topola Bielańska – pomnikowa topola czarna w dzielnicy Bielany w Warszawie, uważana za najwyższą spośród rosnących w Polsce. W 2020 r. mierzyła 40,2 m wysokości. Pomnik przyrody od 1997 roku.

## Charakterystyka
Okaz rośnie przy boisku na terenie Niepublicznej Szkoły Podstawowej nr 74 im. bł. Honorata Koźmińskiego przy ul. Smoleńskiego 31. 
Jest to wyniosłe jednopniowe drzewo, posiadające pień o obwodzie 621 cm (w roku 2020). Jego wiek ocenia się na ponad 120 lat.
Według niektórych źródeł przez długi czas z wysokością ok. 45 metrów była najwyższym drzewem liściastym w Polsce. Około 2010 r. uległa jednak obłamaniu wierzchołka. Kilka lat później przy wysokości ok. 42 metrów jej koronę zredukowano o kolejne fragmenty. W 2020 r. topola mierzyła 40,2 metra wysokości